# Квентін Тарантіно
Кве́нтін Джеро́м Таранті́но (англ. Quentin Jerome Tarantino; нар. 27 березня 1963) — американський режисер, сценарист, актор і продюсер. Став відомий на весь світ після фільму «Кримінальне чтиво» (1994), який приніс йому «Золоту пальмову гілку» Каннського кінофестивалю, а також премії «Оскар» і «Золотий глобус» за найкращий сценарій.

## Біографія

### Ранні роки
Народився поза шлюбом у 16-річної медсестри Конні Макх'ю (англ. Connie McHugh) від актора та музиканта Тоні Тарантіно. Конні народилася в Ноксвіллі і має ірландське коріння та коріння індіанського племені черокі. Тоні — американець італійського походження, народився в Квінзі. Мати Квентіна була обдарованою ученицею, закінчила школу в 15 років та одружилася з Тоні лише для того, щоб стати незалежною жінкою. Але шлюб не вдався, вони розлучилися. Про те, що вона вагітна, Конні дізналася вже після розлучення, але ніколи не намагалася зв'язатися з колишнім чоловіком, і сам Квентін надалі не робив спроб знайти батька. Мати спочатку хотіла дати дитині ім'я Квінт в честь Квінта Аспера, героя ковбойського серіалу «Димок зі ствола» у виконанні Берта Рейнольдса, але пізніше вирішила назвати його Квентін на честь героїні Квентіни роману «Галас і шаленство» Вільяма Фолкнера.
Коли Квентіну виповнилося два роки, вони з матір'ю переїхали на південь Лос-Анджелеса, в Торранс, а пізніше в сусідній Харбор-Сіті. У Лос-Анджелесі і пройшло його дитинство, він пішов у молодшу середню школу Fleming в Ломіті і брав уроки драми. Мати одружилася з місцевим музикантом Куртом Заступілом. Курт усиновив Квентіна, коли тому було два з половиною роки, і дав йому своє прізвище. Власне, лише закінчивши школу та вирішивши стати актором, Квентін повернувся до придатнішого для сцени прізвища свого біологічного батька — Тарантіно. У міру того як мати робила вдалу кар'єру в галузі фармакології, сімейство побудувало власний будинок. Мати працювала весь день, а вітчим ночами, тому Квентін проводив багато часу з вітчимом і його друзями. Єдина дитина серед дорослих, Квентін багато годин проводив перед телевізором, без кінця переглядаючи різні серіали та телевізійні шоу. Сім'я постійно ходила в кіно, це було їхнім улюбленим відпочинком. В ранньому віці він подивився такі фільми, як «Пізнання плоті» та «Звільнення», перегляд яких навіть у наш час не рекомендується дітям до 16 років. А його улюбленим фільмом в дитинстві був «Еббот та Костелло зустрічають Франкенштейна».
Я ненавидів школу. Школа мене гнітила. Я хотів бути актором. Все, в чому я не зростаю, мені не подобається. І я просто не міг зосередитися на школі. Я завжди любив читати та цікавився історією. Історія була як кіно. Але багато з того, чого люди вчилися легко, мені давалося важко. Я ніколи не розумів математику та правопис, до п'ятого класу я не вмів кататися на велосипеді, не вмів плавати навіть у старших класах, я не розумів, як дізнаватися час, до шостого класу.

Коли Квентіну було вісім років, мати з вітчимом розлучилися. Інтерес до кіно у хлопчика лише зростав, і він розігрував масу сценаріїв зі своїми іграшковими персонажами. Хоча Квентін і був талановитою дитиною, у нього почалися проблеми зі школою. Він навчався в середній школі Нарбонна в Харбор-Сіті. Квентіну не подобалося, що він навчався у приватній, платній християнській школі, тому він почав прогулювати уроки. У 15 років, з вимушеної згоди матері, він кинув школу з умовою, що знайде роботу. Мати хотіла, щоб він зрозумів, що життя без освіти — це не суцільне свято. Тарантіно знайшов перше робоче місце як білетер в одному з кінозалів в Торренсі, де крутили порно; мати знала, що він працює в кінотеатрі, але навіть не здогадувалася, що там показують порнографію. Пізніше Квентін сказав:
|  | Більшість підлітків думають: "Класно, я в порнокінотеатрі!" — Але мені не подобалися порнофільми. Мені подобалося справжнє кіно, а не це — противне та дешеве. |
Вечорами він почав відвідувати курси акторської майстерності Джеймса Беста. Твердження, що Квентін знімався у фільмах «Світанок мерців» та «Король Лір», не є правдою. Квентін багато років тому помилково писав ці твердження в своєму резюме, щоб тим самим компенсувати брак досвіду. Але попри цей крок, ролі не посипалися на нього з рогу достатку. У січні 1981 року в центрі Джеймса Беста він вперше зустрівся зі сценаристом Крейгом Хейменном, який став другом та соратником Квентіна в ті далекі дні. 1984 року Хейменн познайомив Тарантіно з Кетрін Джеймс, яка надалі стала менеджером Тарантіно під час знімання «Кримінального чтива». У 22 роки Тарантіно влаштувався на роботу в «Відео-архів», магазин відеопрокату на Манхеттен-Біч, який відтоді перетворився на «Рів'єру-Таксідо» з магазином, що ще більш розрісся, переїхавши на пару миль в бік. Його власник, як і в ті старі часи, — доброзичливий Ланс Лоусон. У відеопрокаті Тарантіно познайомився з Роджером Евері. Вони проводили весь день разом, обговорюючи фільми та рекомендуючи їх клієнтам. Сам Квентін називає роботу в «Відео-архіві» найкращою роботою з усіх, що він отримував, поки не став режисером. Він звертав увагу на те, які фільми подобаються людям, і використовував цей досвід у своїй подальшій кар'єрі. У якийсь момент він захотів стати романістом. Навіть намагався написати дві глави про той час, коли він працював у відеопрокаті. Тепер можна помітити, що белетристичні методи оповіді властиві його фільмам.

### Початок кар'єри
Продюсер Лоуренс Бендер, з яким Тарантіно познайомився на одній голлівудській вечірці, переконав його зайнятися написанням сценаріїв. Перший сценарій Тарантіно, написаний в 1985 році, був названий «Капітан Пічфуз та анчоусовий бандит», але не був реалізований. Після цього Тарантіно провів декілька важких років, пропонуючи студіям свої перші творіння (він мав намір поставити їх самостійно) та отримуючи незмінні відмови. Незабаром він разом зі своїм другом Роджером Евері взявся до знімання аматорського фільму «День народження мого найкращого друга». Останні тридцять хвилин фільму були знищені пожежею, яка спалахнула в лабораторії під час монтажу, і він так і залишився незавершеним, але його сценарій послужив основою для сценарію до фільму Справжнє кохання. Після цього він також з'явився на телебаченні в першому та третьому сезонах шоу «Золоті дівчатка», де зіграв роль двійника Елвіса Преслі.

Сценарій першого повноцінного фільму Тарантіно — «Скажених псів» — був написаний за три тижні. Квентін був готовий зняти цей фільм на мінімальні кошти, навіть 16-міліметровою камерою на чорно-білу плівку, але після того як сценарієм зацікавився відомий актор Харві Кейтель, бюджет фільму значно виріс, оскільки проєкт отримав фінансову підтримку від Live Entertainment. 
Насильство — один з кінематографічних прийомів.
 На багатьох показах «Скажених псів» окремі глядачі покидали зал прямо посеред сеансу через сцени з відрізанням вуха полоненому поліцейському, але в цілому фільм зібрав непогану касу і був високо оцінений критикою. Його показали на кінофестивалі Санденс і він став важливою віхою в історії незалежного американського кіно, хоча по-справжньому його помітили та оцінили вже після успіху «Кримінального чтива». Одним з виконавчих продюсерів цього фільму був Монте Хеллман — режисер улюбленого вестерну Квентіна Тарантіно «Втеча в нікуди».
Незабаром вийшло два фільми, знятих за сценаріями Тарантіно: «Справжня любов» Тоні Скотта та «Природжені вбивці» Олівера Стоуна. Стоун піддав оригінальний сценарій Тарантіно істотній переробці, і Квентін зажадав прибрати його ім'я з титрів, але, врешті-решт, погодився на формулювання: «За сюжетом Квентіна Тарантіно». До речі, ці два сценарії Тарантіно продав ще до «Скажених псів» (для знімання яких він і використовував вторговані гроші), оскільки не зміг знайти інвесторів для того, щоб зняти ці фільми самостійно.

### Кримінальне чтиво
Мого ліричного героя схарактеризувати дуже просто: він з'являється, дає всім під зад і йде.
Спільна з Лоуренсом Бендером компанія Квентіна «A Band Apart» (назвав він її на честь фільму «Сторонні» (фр. Bande à part) (1964) режисера Жана-Люка Годара, на чиї фільми в картинах Тарантіно безліч посилань) почала займатися випуском музики, концентруючись головним чином на музиці з кінофільмів, але головне призначення компанії — виробництво фільмів. Тарантіно став знаменитий у 1994 році після виходу «Кримінального чтива», у виробництві якого брала участь і «A Band Apart». Фільм завоював декілька престижних нагород та безліч шанувальників. Вже в «Кримінальному чтиві» склався стиль Тарантіно, ознаками якого є показ сцен не в хронологічному порядку, розбиття фільму на «глави», фірмові «тарантіновські» діалоги (герої можуть дуже довго розмовляти на абсолютно абстрактні теми — кшталт справжнього змісту пісні Мадонни «Like a Virgin» або номенклатури французьких гамбургерів), посилання на попкультуру та запозичення зі старих, часто маловідомих та другосортних фільмів, на яких Тарантіно виріс.
Фільм став поворотною точкою в кар'єрі багатьох акторів. Ума Турман, яку Тарантіно порівнював з Марлен Дітріх та називав «своїм Клінтом Іствудом», і Семюел Лірой Джексон увійшли в число провідних акторів Голлівуду, а Джон Траволта — повернувся туди після невдалих для себе 80-х років. Всі троє були номіновані на «Оскар». Брюс Вілліс вже був суперзіркою, проте всі його останні фільми були невдалими. Погоджуючись на роль другого плану у фільмі з невеликим бюджетом, він пішов на зменшення свого звичайного гонорару та ризикував своїм зірковим статусом, проте ця стратегія повністю виправдалася: Вілліс не лише отримав мільйони доларів як відсотки зі зборів, але і перестав сприйматися лише як герой бойовиків. Крім того, у фільмі зіграли Гарві Кейтель, Тім Рот та Стів Бушемі зі «Скажених псів».
Після «Кримінального чтива» Квентін працює на телебаченні, де виконує роль Дезмонда в «Американській дівчині», а також знімається в епізодах 20-го і 21-го сезонів шоу «Суботнього вечора в прямому ефірі». Спочатку планувалося, що Тарантіно зніме один з епізодів «Секретних матеріалів», названий «Never Again», але цього не дозволила «Американська гільдія режисерів». Також була роль Джонні Дестіні у фільмі «Дестіні включає радіо».

## Особисте життя, захоплення та смаки
- «Таксист»

У Квентіна були стосунки з багатьма відомими жінками, включаючи акторку Міру Сорвіно, режисерок Еллісон Андерс та Софію Копполу, акторок Джулі Дрейфус і Шер Джексон та комедійних акторок Кеті Гріффін та Маргарет Чо. Також були чутки про стосунки з Умою Турман. Однак Тарантіно спростував їх, повідомивши, що у них лише платонічні відносини.

Щодо одруження та дітей режисер заявляв: 
|  | Я не стверджую, що я не буду одружуватися і не заведу дітей, поки мені не виповниться 60 років, але поки я зробив саме такий вибір і піду по одній дорозі, оскільки це — мій час, щоб робити фільми. |

У 2009 році на зніманні фільму «Безславні виродки» в Ізраїлі Тарантіно познайомився з ізраїльською співачкою й моделлю Даніелою Пік. Через кілька років, у 2016-му, пара знову зійшлася, 1 липня 2017 — заручилася, а 28 листопада 2018 року відбулося весілля 55-річного режисера та 35-річної співачки. Даніела Пік народилася 21 листопада 1983 року в Рамат-ха-Шарон, Ізраїль, у сім'ї музиканта; її батько Цвіка Пік — переможець Євробачення 1988 року.
Згідно з New York Post, одного разу Квентін катався в автобусі, заповненому жінками та алкоголем, і, здавалося, насолоджувався цим. Потім він розмістив всіх в особняку на Голлівудських пагорбах, де сидів на дивані, оточений жінками.
Один з найближчих друзів Тарантіно — режисер Роберт Родрігес. Вони співпрацювали у багатьох проєктах. З найпомітніших можна виділити «Від заходу до світанку» (сценарій написав Тарантіно, а зняв фільм Родрігес), «Чотири кімнати» (вони обидва написали сценарії та зняли кожний по епізоду фільму), «Місто Гріхів» та «Грайндхаус». Саме Тарантіно порадив Родрігесу назвати прикінцеву частину своєї трилогії «Музикант» — «Одного разу в Мексиці», як повага до назв «Якось на Дикому Заході» та «Одного разу в Америці». Вони обидва члени гурту «A Band Apart», до якої також входять Джон Ву та Люк Бессон.
Близькими подругами Тарантіно також називає співачку Мадонну і Уму Турман, яких він часом підносив у статус своїх муз. З Умою Турман режисер співпрацює протягом практично всієї своєї кар'єри. Вважає одними з найкращих своїх друзів Пола Томаса Андерсона, Дженніфер Білз та Софію Копполу.
Квентін зізнався, що схильний до фут-фетишу (сексуальний потяг до ступень). Квентін збирає старі настільні гри, які мають відношення до таких телесеріалів, як «I Dream of Jeannie» (1965), «Дьюка з Хаззарда» (1979), «Команда А» (1983). Крім цього, він є великим шанувальником акторського тріо і серії фільмів «The Three Stooges». Ще Тарантіно дуже любить комп'ютерну гру «Half-Life» та розглядає можливість екранізації цього шутера.
2009 року він назвав фільм «Королівська битва» японського режисера Кіндзі Фукасаку своїм улюбленим фільмом з тих, які були випущені в період з 1992 року, тобто з того моменту, коли він став режисером. У серпні 2007 року під час 9-го Міжнародного кінофестивалю в Манілі назвав філіппінських режисерів Сіріо Сантьяго, Едді Ромеро та Жерардо Де Леона своїми особистими кумирами 1970-х років.
На чутки про свій високий IQ, рівним 160, Тарантіно відповів, що його мати згадала про це в якомусь інтерв'ю, і він не знає, чи це правда.

## Фільмографія
| Рік  |   | Українська назва        | Оригінальна назва             | Роль                         |
| ---- | - | ----------------------- | ----------------------------- | ---------------------------- |
| 1992 | ф | Скажені пси             | Reservoir Dogs                | режисер, сценарист, актор    |
| 1994 | ф | Кримінальне чтиво       | Pulp Fiction                  | режисер, сценарист, актор    |
| 1997 | ф | Джекі Браун             | Jackie Brown                  | режисер, сценарист           |
| 2003 | ф | Убити Білла. Фільм 1    | Kill Bill: Vol. 1             | режисер, сценарист           |
| 2004 | ф | Убити Білла. Фільм 2    | Kill Bill: Vol. 2             | режисер, сценарист           |
| 2007 | ф | Доказ смерті            | Death Proof                   | режисер, сценарист, оператор |
| 2009 | ф | Безславні виродки       | Inglourious Basterds          | режисер, сценарист           |
| 2012 | ф | Джанґо вільний          | Django Unchained              | режисер, сценарист           |
| 2015 | ф | Мерзенна вісімка        | The Hateful Eight             | режисер, сценарист           |
| 2019 | ф | Одного разу в Голлівуді | Once Upon A Time In Hollywood | режисер, сценарист, продюсер |

## Нагороди та рейтинги

### Рейтинги

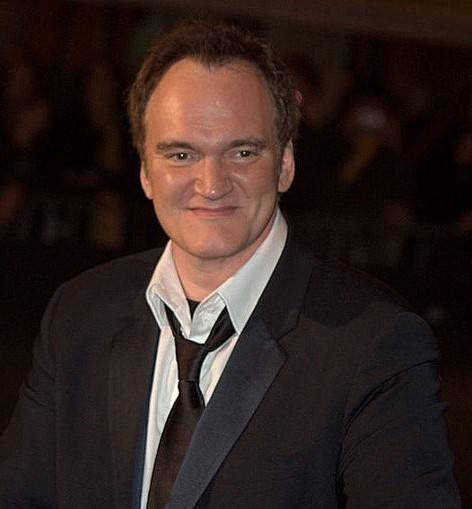
Тарантіно в Парижі на врученні кінопремії «Сезар» 25 лютого 2011 року

Тарантіно отримав 37 нагород і брав участь ще в 47 номінаціях. 2007 року журнал «Total Film» поставив його ім'я на 12 місце в списку найкращих режисерів всіх часів. А 2008 року Internet Movie Database склав рейтинг сучасних режисерів, які зняли не менше 4-х повнометражних фільмів, виходячи із середнього рейтингу фільму, де Тарантіно посів першу сходинку з рейтингом 8.12.
Шість його фільмів входять до списку «100 найкращих фільмів усіх часів та народів» за версією журналу «FHM»: «Кримінальне чтиво» (№ 1), «Скажені пси» (№ 11), «Убити Білла. Фільм 1» (№ 25), «Убити Білла. Фільм 2» (№ 26), «Від заходу до світанку» (№ 73), «Справжнє кохання» (№ 75).
Зайняв 81-ий рядок 2004 року в списку ста найвпливовіших фігур, що складається журналом «Premiere», і 8-е місце 2005 року в рейтингу «Найвеличніші режисери всіх часів», складеному британським журналом «Empire». Станом на кінець 2007 року замикав список «100 геніїв сучасності».

### Нагороди та номінації
| Рік  | Назва                                              | Нагорода                                                | Категорія                                       | Результат |
| ---- | -------------------------------------------------- | ------------------------------------------------------- | ----------------------------------------------- | --------- |
| 2019 | «Одного разу в… Голлівуді»                         | «Оскар»                                                 | «Найкращий фільм»                               | Номінація |
| 2019 | «Одного разу в… Голлівуді»                         | «Оскар»                                                 | «Найкраща режисерська робота»                   | Номінація |
| 2019 | «Одного разу в… Голлівуді»                         | «Оскар»                                                 | «Найкращий оригінальний сценарій»               | Номінація |
| 2019 | «Одного разу в… Голлівуді»                         | «Золотий глобус»                                        | «Найкращий сценарій»                            | Перемога  |
| 2019 | «Одного разу в… Голлівуді»                         | «Золотий глобус»                                        | «Найкраща режисерська робота»                   | Номінація |
| 2019 | «Одного разу в… Голлівуді»                         | «Каннський кінофестиваль»                               | «Золота пальмова гілка за найкращий фільм»      | Номінація |
| 2015 | «Мерзенна вісімка»                                 | «Золотий глобус»                                        | «Найкращий сценарій»                            | Номінація |
| 2015 | «Мерзенна вісімка»                                 | «БАФТА»                                                 | «Найкращий оригінальний сценарій»               | Номінація |
| 2012 | «Джанго вільний»                                   | «Оскар»                                                 | «Найкращий фільм»                               | Номінація |
| 2012 | «Джанго вільний»                                   | «Оскар»                                                 | «Найкращий оригінальний сценарій»               | Перемога  |
| 2012 | «Джанго вільний»                                   | «Вибір критиків»                                        | «Найкращий оригінальний сценарій»               | Перемога  |
| 2012 | «Джанго вільний»                                   | «Золотий глобус»                                        | «Найкраща режисерська робота»                   | Номінація |
| 2012 | «Джанго вільний»                                   | «Золотий глобус»                                        | «Найкращий сценарій»                            | Перемога  |
| 2009 | «Безславні виродки»                                | «Оскар»                                                 | «Найкращий оригінальний сценарій»               | Номінація |
| 2009 | «Безславні виродки»                                | «Оскар»                                                 | «Найкраща режисура»                             | Номінація |
| 2009 | «Безславні виродки»                                | «БАФТА»                                                 | «Найкращий оригінальний сценарій»               | Номінація |
| 2009 | «Безславні виродки»                                | «БАФТА»                                                 | «Нагорода ім. Девіда Ліна за найкращу режисуру» | Номінація |
| 2009 | «Безславні виродки»                                | «Золотий глобус»                                        | «Найкращий сценарій»                            | Номінація |
| 2009 | «Безславні виродки»                                | «Золотий глобус»                                        | «Найкраща режисерська робота»                   | Номінація |
| 2009 | «Безславні виродки»                                | «Каннський кінофестиваль»                               | «Золота пальмова гілка за найкращий фільм»      | Номінація |
| 2007 | «Доказ смерті»                                     | «Каннський кінофестиваль»                               | «Золота пальмова гілка за найкращий фільм»      | Номінація |
| 2006 | «CSI: Місце злочину» (епізод «Серйозні небезпеки») | «Премія Едгара Аллана По»                               | «Найкращий епізод серіалу»                      | Номінація |
| 2006 | «CSI: Місце злочину» (епізод «Серйозні небезпеки») | «Еммі (премія)»                                         | «Найкращий режисер драматичного телесеріалу»    | Номінація |
| 2005 | «Вбити Білла. Фільм 2»                             | «Греммі»                                                | «Найкращий саундтрек»                           | Номінація |
| 1998 | «Джекі Браун (фільм)»                              | «Берлінський кінофестиваль»                             | «Золотий ведмідь за найкращий фільм»            | Номінація |
| 1994 | «Кримінальне чтиво»                                | «Оскар»                                                 | «Найкращий оригінальний сценарій»               | Перемога  |
| 1994 | «Кримінальне чтиво»                                | «Оскар»                                                 | «Найкраща режисура»                             | Номінація |
| 1994 | «Кримінальне чтиво»                                | «БАФТА»                                                 | «Найкращий оригінальний сценарій»               | Перемога  |
| 1994 | «Кримінальне чтиво»                                | «БАФТА»                                                 | «Найкращий фільм»                               | Номінація |
| 1994 | «Кримінальне чтиво»                                | «БАФТА»                                                 | «Нагорода ім. Девіда Ліна за найкращу режисуру» | Номінація |
| 1994 | «Кримінальне чтиво»                                | «Сезар»                                                 | «Найкращий фільм іноземною мовою»               | Номінація |
| 1994 | «Кримінальне чтиво»                                | «Каннський кінофестиваль»                               | «Золота пальмова гілка за найкращий фільм»      | Перемога  |
| 1994 | «Кримінальне чтиво»                                | «Давид ді Донателло»                                    | «Найкращий іноземний фільм»                     | Перемога  |
| 1994 | «Кримінальне чтиво»                                | «Премія Едгара Аллана По»                               | «Найкращий фільм»                               | Перемога  |
| 1994 | «Кримінальне чтиво»                                | «Золотий глобус»                                        | «Найкращий сценарій»                            | Перемога  |
| 1994 | «Кримінальне чтиво»                                | «Золотий глобус»                                        | «Найкращий режисерська робота»                  | Номінація |
| 1994 | «Кримінальне чтиво»                                | «Національна рада кінокритиків США»                     | «Найкращий режисер»                             | Перемога  |
| 1994 | «Кримінальне чтиво»                                | «Незалежний дух»                                        | «Найкращий режисер»                             | Перемога  |
| 1994 | «Кримінальне чтиво»                                | «Незалежний дух»                                        | «Найкращий сценарій»                            | Перемога  |
| 1992 | «Скажені пси»                                      | Премія «Марія» «Міжнародного Кінофестивалю в Каталонії» | «Найкращий режисер»                             | Перемога  |
| 1992 | «Скажені пси»                                      | Премія «Марія» «Міжнародного Кінофестивалю в Каталонії» | «Найкращий сценарій»                            | Перемога  |
| 1992 | «Скажені пси»                                      | «Міжнародний кінофестиваль у Торонто»                   | «Приз ФІПРЕССІ» (Приз міжнародних критиків)     | Перемога  |
| 1992 | «Скажені пси»                                      | «Незалежний дух»                                        | «Найкращий режисер»                             | Номінація |
| 1992 | «Скажені пси»                                      | «Незалежний дух»                                        | «Найкращий дебютний фільм»                      | Номінація |